# Open Diputación Ciudad de Pozoblanco 2009
L'Open Diputación Ciudad de Pozoblanco 2009 è un torneo professionistico di tennis maschile giocato sul cemento, che faceva parte dell'ATP Challenger Tour 2009. Si è giocato a Pozoblanco in Spagna dal 6 al 12 luglio 2009.

## Partecipanti

### Teste di serie
| Nazionalità | Giocatore         | Ranking* | Testa di serie |
| ----------- | ----------------- | -------- | -------------- |
| Spagna      | Iván Navarro      | 68       | 1              |
| Argentina   | Brian Dabul       | 99       | 2              |
| Spagna      | Marcel Granollers | 111      | 3              |
| Brasile     | Thiago Alves      | 118      | 4              |
| Francia     | Adrian Mannarino  | 128      | 5              |
| Algeria     | Lamine Ouahab     | 135      | 6              |
| Slovacchia  | Karol Beck        | 143      | 7              |
| Slovacchia  | Dominik Hrbatý    | 162      | 8              |

- Ranking al 29 giugno 2009.

### Altri partecipanti
Giocatori che hanno ricevuto una wild card:
- Steven Diez
- Juan José Leal-Gómez
- Adrián Menéndez Maceiras
- Lamine Ouahab

Giocatori passati dalle qualificazioni:
- Ilya Belyaev
- Jean-Noel Insausti
- Brydan Klein
- Ludovic Walter

## Campioni

### Singolare
Karol Beck ha battuto in finale  Thiago Alves con il punteggio di 6–4, 6–3

### Doppio
Karol Beck /  Jaroslav Levinský hanno battuto in finale  Colin Fleming /  Ken Skupski con il punteggio di 6–2, 6–7, [10–7]